# Corethrella pallidula
Corethrella pallidula är en tvåvingeart som beskrevs av Bugledich 1999. Corethrella pallidula ingår i släktet Corethrella och familjen Corethrellidae.
Artens utbredningsområde är Queensland. Inga underarter finns listade i Catalogue of Life.